# Андреевка (Черемшанский район)
Андре́евка — деревня в Черемшанском районе  Республики Татарстан Российской Федерации. Входит в состав Шешминского сельского поселения.

## География
Деревня расположена на реке Шешма, в 21 километре к востоку от села Черемшан.   

## История
Деревня основана во второй половине XVIII века. В дореволюционных источниках известна также под названиями Глазово, Кирлигач. 
До реформы 1861 года жители относились к категории помещичьих крестьян (бывшие крепостные князей Оболенских). Занимались земледелием, разведением скота. В 1880-х годах земельный надел сельской общины составлял 85 десятин. 
До 1920 года деревня входила в Мордовско-Кармальскую волость Бугульминского уезда Самарской губернии. С 1920 года в составе Бугульминского кантона ТАССР. С 10 августа 1930 года в Первомайском, с 1 февраля 1963 года в Лениногорском, с 12 января 1965 года в Черемшанском районах.

## Население
| 1859 | 1897 | 1920 | 1926 | 1949 | 1958 | 1970 | 1979 | 1989 | 2000 |
| ---- | ---- | ---- | ---- | ---- | ---- | ---- | ---- | ---- | ---- |
| 445  | 332  | 459  | 414  | 334  | 206  | 159  | 111  | 137  | 136  |

## Экономика
Полеводство, скотоводство, пчеловодство.

## Социальная инфраструктура
Начальная школа, библиотека.